# Iseo & Dodosound
Iseo & Dodosound es un dúo de Navarra creado en el año 2014, compuesto por Dodosound (Alberto García Iriarte) e Iseo (Leire Villanueva López). Su estilo mezcla el reggae y el dub, y tienen fuertes influencias del trip hop.

## Biografía
Dodosound empezó como mezclador en 2004, influenciado por el hip hop y por los Dj’s del mundo del turntablism. Formó parte de diversos grupos de hip hop, como Raperos de Emaús, y en 2012 empezó a facturar sus primeras canciones. Iseo ha pasado por distintas formaciones musicales entre Pamplona, su ciudad natal, y Barcelona. Ha hecho muchos proyectos en solitario, acompañada de una guitarra y un looper, creando un sonido propio.
En 2013 cada uno publicó su maqueta, y cuando quedaron para intercambiárselas, Dodosound propuso a Leire (Iseo) hacer alguna canción juntos, combinando sus influencias.
Ambos publicaron su primer trabajo conjunto en junio de 2014, el sencillo de dos canciones “Dibi dibi”. Pero no fue hasta abril del año siguiente donde se presentaron oficialmente como dueto con el LP “Cat Platoon” (2015), registrado y editado íntegramente por el dúo navarro. Son diez canciones con influencias que empiezan por el rub-a-dub ochentero, hasta el dub más actual. El álbum destaca por el gran cuidado minimalista de sus producciones, los graves sintéticos y las baterías. La pareja está acompañada por los instrumentos de Rocko Tenor Sax y el trompetista Alberto Sanzol, que conforman la sección de vientos de “Fresh Air”, “Cat Platoon” y “Zombies”. También les acompañan Roberto Sánchez (Ras Telford), poniendo su melódica en “Freedom”, e Iñigo Xalbador, saxofonista en “Lonely sax”.
En 2017 sacaron su segundo álbum, “Roots in the Air”, donde muestran su evolución musical sin perder la naturalidad y el espíritu original. Destacan canciones como “Vampire”, el single de presentación, “Digital Shoots” y “Lost City”. Es a partir de este álbum donde Iseo & Dodosound empiezan a ser acompañados en los directos por The Mousehunters, la sección de vientos formada por Jon Zufiaurre, saxo tenor, Albeto Sanzol, trompetista, Iñigo Xalbador, saxofón barítono, y Ana Aznarez, flauta travesera. Esta mezcla de sonido digital e instrumentos de viento es lo que lleva sus directos a otra dimensión de sonido.
En 2022 publicaron su tercer trabajo de estudio, “Blossom”, un disco en el que mantienen su sonido característico. En 2024 publican “En la tormenta”, el primer disco completamente en castellano del grupo. 
Han participado en festivales como el Viña Rock, Rototom Sunsplash, Festival de la Luz en La Coruña, Télérama Dub Festival y el International Dub Gathering, entre otros.

## Discografía
- Cat Platoon, Twin Cat Records, 2015
- Roots in the Air, Mundo Zurdo, 2017
- Blossom, WMG, 2022.
- En la tormenta,  Twin Cats Records, 2024.